# 教師の時間
『教師の時間』（きょうしのじかん）は、NHKで放送されていた教育番組。

## ラジオ番組
- 第1期：1933年04月15日 - 1945年3月31日
- 第2期：1945年10月22日 - 1953年3月
- 第3期：1968年04月06日 - 1995年4月02日

第1期と第2期はNHKラジオ第1、第3期はNHKラジオ第2で放送。
第3期終了後、『教育ジャーナル』に改題し、1995年4月9日から1997年4月6日まで放送。

## テレビ番組
1959年1月10日 - 1985年3月26日にNHK教育テレビで放送。
放送時間
- 1959年1月 - 1960年3月 土曜日 13:00 - 13:30
- 1960年4月 - 1961年3月 土曜日 13:30 - 14:00

| 年度 | 放送時間      | 月                 | 火                    | 水                        | 木                   | 金                     |
| ---- | ------------- | ------------------ | --------------------- | ------------------------- | -------------------- | ---------------------- |
| 1961 | 16:00 - 16:30 | 幼児教育講座       | 職員室の話題 学校訪問 | 小学校の授業研究          | 中学校の授業研究     | 学校放送の手引き       |
| 1962 | 16:00 - 16:30 | 幼児教育講座       | 職員室の話題 学校訪問 | 小学校の授業研究          | 中学校の授業研究     | 学校放送の手引き       |
| 1963 | 16:00 - 16:30 | 幼児の指導         | 小学校の学習指導      | 教育界の話題 日本のこども | 学校放送の手引き     | 中学校の学級経営       |
| 1964 | 15:30 - 16:00 | こどもの心とからだ | 教室のアイデア        | 教育界の話題 日本のこども | 放送教育の手引き     | 新しい学習指導         |
| 1965 | 15:30 - 16:00 | 幼児の教育         | 教室のアイデア        | 教育ジャーナル            | 放送教育の手引き     | 新しい学習指導         |
| 1966 | 15:30 - 16:00 | 幼児の教育         | 教室のアイデア        | 教育ジャーナル            | 小学校の学習指導     | 中学校の学習指導       |
| 1967 | 15:30 - 16:00 | 幼児の教育         | 教室のアイデア        | 教育ジャーナル            | 小学校の学習指導     | 中学校の学習指導       |
| 1968 | 15:30 - 16:00 | 幼児の教育         | 教室のアイデア        | 教育ジャーナル            | 小学校の学習指導     | 中学校の学習指導       |
| 1969 | 15:30 - 16:00 | 幼児の教育         | 教室のアイデア        | 教育ジャーナル            | 小学校の学習指導     | 中学校の学習指導       |
| 1970 | 15:30 - 16:00 | 幼児の教育         | 教室のアイデア        | 教育ジャーナル            | 新しい数学教育       | 教育の現代化           |
| 1971 | 15:30 - 16:00 | 幼児の教育         | わたしの授業          | 教育ジャーナル            | 新しい数学教育       | 教育の現代化           |
| 1972 | 15:30 - 16:00 | 幼児の教育         | わたしの授業          | 教育ジャーナル            | スタジオから教室から | クラブ活動のために     |
| 1973 | 16:00 - 16:30 | 幼児の教育         | わたしの授業          | 教育ジャーナル            | スタジオから教室から | クラブ活動のために     |
| 1974 | 16:00 - 16:30 | 幼児の教育         | わたしの授業          | 教育ジャーナル            | 実践の記録           | クラブ活動のために     |
| 1975 | 16:00 - 16:30 | 幼児の教育         | わたしの授業          | 教育ジャーナル            | 実践の記録           | クラブ活動のために     |
| 1976 | 16:00 - 16:30 | 幼児の教育         | わたしの授業          | 教育ジャーナル            | 生徒指導             | クラブ活動のために     |
| 1977 | 16:00 - 16:30 | 幼児の教育         | わたしの授業          | 教育ジャーナル            | 小学校の学習指導     | 学級経営のために       |
| 1978 | 16:00 - 16:30 | 幼児の教育         | わたしの授業          | 教育ジャーナル            | 小学校の学習指導     | ゆとりある教育のために |
| 1979 | 16:00 - 16:30 | 幼児の教育         | わたしの授業          | 教育界の新聞              | 小学校の学習指導     | -                      |
| 1980 | 16:00 - 16:30 | 幼児の教育         | わたしの授業          | 教育界の新聞              | 小学校の学習指導     | -                      |
| 1981 | 16:00 - 16:30 | 幼児の教育         | わたしの授業          | 教育界の新聞              | 小学校の学習指導     | -                      |
| 1982 | 17:30 - 18:00 | 幼児教育           | 小学校の授業研究      | -                         | -                    | -                      |
| 1983 | 17:30 - 18:00 | 幼児教育           | 小学校の授業研究      | -                         | -                    | -                      |
| 1984 | 17:30 - 18:00 | 幼児教育           | この人この実践        | -                         | -                    | -                      |